# Vela nos Jogos Olímpicos de Verão de 2020 - 49erFX
A classe 49erFX da vela nos Jogos Olímpicos de Verão de 2020 foi disputada entre 27 de julho e 3 de agosto de 2021 no Porto de Iates de Enoshima, em Fujisawa. Um total de 42 velejadoras de 21 Comitês Olímpicos Nacionais (CON) participaram do evento.
O título olímpico foi conquistado pelas então campeãs olímpicas, as brasileiras Martine Grael e Kahena Kunze, que defendiam a conquista da edição de 2016. A prata ficou com as alemãs Tina Lutz e Susann Beucke, enquanto a dupla neerlandesa, Annemiek Bekkering e Annette Duetz conquistou o bronze.

## Qualificação
O período de qualificação começou no Campeonato Mundial de 2018 em Aarhus, Dinamarca. Lá, 101 vagas, cerca de 40% do total, foram entregues aos Comitês Olímpicos Nacionais (CON) com as melhores posições em cada classe. Seis vagas estiveram disponíveis nas classes Laser e Laser Radial nos Jogos Asiáticos de 2018 e nos Jogos Pan-Americanos de 2019, enquanto 61 vagas foram distribuídas aos velejadores nos Campeonatos Mundiais de cada classe em 2019. Em 2020 e em 2021, as regatas de qualificação continentais foram realizadas para decidir o restante das vagas, enquanto duas vagas nas classes Laser e Laser Radial foram entregues pela Comissão Tripartite a CONs ainda não representados. Como país-sede, o Japão recebeu vagas em cada uma das 10 classes olímpicas.

## Formato
A prova é composta por doze regatas preliminares e uma de decisão das medalhas (Medal Race). A posição em cada regata se traduz em pontos (as primeiras colocadas somam um ponto na classificação, enquanto as décimas, por exemplo, somam 10 pontos), que são acumulados de regata a regata para obter a classificação. Apenas as dez menores pontuações ao fim das doze primeiras regatas avançam para a Medal Race, na qual os pontos obtidos juntam-se aos já acumulados. Cada barco deve excluir uma regata para sua pontuação total, com exceção da Medal Race que não pode ser excluída e sua pontuação conta em dobro.
As regatas desenrolam-se num percurso marcado com boias, que deve ser obrigatoriamente percorrido pelas velejadoras conforme as regras do comitê organizador.

## Calendário
| Data → | Terça 27 jul  | Quarta 28 jul | Quinta 29 jul | Sexta 30 jul  | Sábado 31 jul   | Domingo 1 ago | Terça 3 ago |
| ------ | ------------- | ------------- | ------------- | ------------- | --------------- | ------------- | ----------- |
| 49erFX | Regatas 1 a 3 | Regatas 4 a 6 | Descanso      | Regatas 7 a 9 | Regatas 10 a 12 | Descanso      | Medal Race  |

## Medalhistas
| Ouro   | BRA Martine Grael e Kahena Kunze       |
| Prata  | GER Tina Lutz e Susann Beucke          |
| Bronze | NED Annemiek Bekkering e Annette Duetz |

## Resultados
Estes foram os resultados obtidos da competição:
| Pos.              | Velejadoras                                  | CON                | Regata | Regata | Regata | Regata | Regata | Regata | Regata | Regata | Regata | Regata | Regata | Regata | Regata | Pontos | Pontos |
| Pos.              | Velejadoras                                  | CON                | 1      | 2      | 3      | 4      | 5      | 6      | 7      | 8      | 9      | 10     | 11     | 12     | MR     | Tot.   | Net    |
| ----------------- | -------------------------------------------- | ------------------ | ------ | ------ | ------ | ------ | ------ | ------ | ------ | ------ | ------ | ------ | ------ | ------ | ------ | ------ | ------ |
| Medalha de ouro   | Martine Grael Kahena Kunze                   | BRA Brasil         | 15     | 5      | 1      | 10     | 7      | 6      | 1      | 6      | 10     | 12     | 2      | 10     | 6      | 91     | 76     |
| Medalha de prata  | Tina Lutz Susann Beucke                      | GER Alemanha       | 5      | 6      | 8      | 3      | 13     | 12     | 11     | 12     | 3      | 7      | 3      | 3      | 10     | 96     | 83     |
| Medalha de bronze | Annemiek Bekkering Annette Duetz             | NED Países Baixos  | 13     | 8      | 2      | 1      | 6      | 1      | 12     | 5      | 6      | 5      | 11     | 16     | 18     | 104    | 88     |
| 4                 | Támara Echegoyen Paula Barceló               | ESP Espanha        | 2      | 10     | 22 UFD | 2      | 3      | 3      | 13     | 4      | 5      | 19     | 12     | 4      | 12     | 111    | 89     |
| 5                 | Victoria Travascio María Sol Branz           | ARG Argentina      | 6      | 9      | 13     | 18     | 17     | 8      | 6      | 1      | 8      | 1      | 7      | 12     | 2      | 108    | 90     |
| 6                 | Charlotte Dobson Saskia Tidey                | GBR Grã-Bretanha   | 1      | 1      | 6      | 4      | 2      | 5      | 16     | 13     | 14     | 15     | 4      | 18     | 14     | 113    | 95     |
| 7                 | Helene Næss Marie Rønningen                  | NOR Noruega        | 10     | 17     | 12     | 13     | 10     | 9      | 4      | 9      | 2      | 3      | 18     | 7      | 4      | 118    | 100    |
| 8                 | Ida Marie Baad Nielsen Marie Thusgaard Olsen | DEN Dinamarca      | 14     | 4      | 3      | 5      | 1      | 11     | 14     | 17     | 17     | 9      | 6      | 14     | 8      | 123    | 106    |
| 9                 | Lili Sebesi Albane Dubois                    | FRA França         | 4      | 15     | 10     | 6      | 8      | 2      | 7      | 14     | 13     | 18     | 14     | 2      | 16     | 129    | 111    |
| 10                | Kimberly Lim Cecilia Low                     | SGP Singapura      | 12     | 12     | 11     | 15     | 15     | 13     | 3      | 2      | 7      | 8      | 1      | 13     | 20     | 132    | 117    |
| 11                | Stephanie Roble Margaret Shea                | USA Estados Unidos | 3      | 2      | 14     | 7      | 9      | 16     | 5      | 8      | 12     | 14     | 22 DNE | 5      |        | 117    | 101    |
| 12                | Alex Maloney Molly Meech                     | NZL Nova Zelândia  | 16     | 22 UFD | 5      | 12     | 4      | 4      | 8      | 3      | 18     | 6      | 19     | 6      |        | 123    | 101    |
| 13                | Tess Lloyd Jaime Ryan                        | AUS Austrália      | 9      | 11     | 7      | 9      | 11     | 10     | 15     | 10     | 19     | 11     | 8      | 8      |        | 128    | 109    |
| 14                | Isaura Maenhaut Anouk Geurts                 | BEL Bélgica        | 17     | 3      | 4      | 14     | 22 DSQ | 22 UFD | 2      | 16     | 15     | 10     | 9      | 9      |        | 143    | 121    |
| 15                | Aleksandra Melzacka Kinga Łoboda             | POL Polônia        | 8      | 14     | 16     | 8      | 5      | 7      | 18     | 15     | 1      | 20     | 17     | 19     |        | 148    | 128    |
| 16                | Alexandra ten Hove Mariah Millen             | CAN Canadá         | 18     | 7      | 15     | 16     | 14     | 15     | 10     | 11     | 4      | 13     | 16     | 17     |        | 156    | 138    |
| 17                | Tanja Frank Lorena Abicht                    | AUT Áustria        | 11     | 13     | 9      | 11     | 12     | 22 DNF | 19     | 7      | 9      | 17     | 15     | 20     |        | 165    | 143    |
| 18                | Anna Yamazaki Sena Takano                    | JPN Japão          | 7      | 16     | 22 UFD | 17     | 16     | 22 UFD | 9      | 19     | 11     | 4      | 13     | 15     |        | 171    | 149    |
| 19                | Chen Shasha Jin Ye                           | CHN China          | 20     | 19     | 17     | 22 DNF | 22 DNS | 14     | 22 DSQ | 22 DSQ | 22 DSQ | 2      | 10     | 1      |        | 193    | 171    |
| 20                | Diana Tudela María Pia van Oordt             | PER Peru           | 19     | 18     | 22 UFD | 19     | 18     | 17     | 17     | 18     | 16     | 16     | 5      | 11     |        | 196    | 174    |
| 21                | Eya Guezguez Sarra Guezguez                  | TUN Tunísia        | 22 DNF | 22 DNC | 22 DNC | 22 DNC | 22 DNC | 22 DNC | 22 UFD | 20     | 20     | 21     | 20     | 21     |        | 256    | 234    |

Legenda
| - DSQ = Desclassificação; - DNE = Desclassificação não descartável; - DNF = Não cruzou a linha de chegada; | - DNC = Não compareceu na área de largada; - DNS = Não largou; - STP = Penalidade padrão; | - UFD = Desclassificação por bandeira "U"; - BFD = Desclassificação por bandeira preta; - OCS = Queima de largada. |